# جيمس أ. دوان
جيمس أ. دوان (بالإنجليزية: James A. Doonan)‏ (و. 1841 – 1911 م) هو كاهن كاثوليكي، ومدير أكاديمي، ومدرس أمريكي، ولد في أوغوستا، جورجيا، توفي في Georgetown University main campus ‏، عن عمر يناهز 70 عاماً.

## مناصب
تولى منصب President of Georgetown University ‏ 17 أغسطس 1882–أغسطس 1888
.

## التعليم
تعلم في كلية وودستوك ‏ حتى 1875، وتعلم في St. Stanislaus Novitiate ‏ يوليو 1857–1861، وتعلم في جامعة جورجتاون منذ 1853
.